# Timon
Timon es un género de lagartos de la familia Lacertidae que se distribuye por Europa del Sur, África del Norte y Medio Oriente.

## Especies
Se reconocen las siguientes especies:
- Timon kurdistanicus (Suchow, 1936)
- Timon lepidus (Daudin, 1802)
- Timon nevadensis (Buchholz, 1963)
- Timon pater (Lataste, 1880)
- Timon princeps (Blanford, 1874)
- Timon tangitanus (Boulenger, 1889)